# Liste der Stolpersteine in Roosendaal

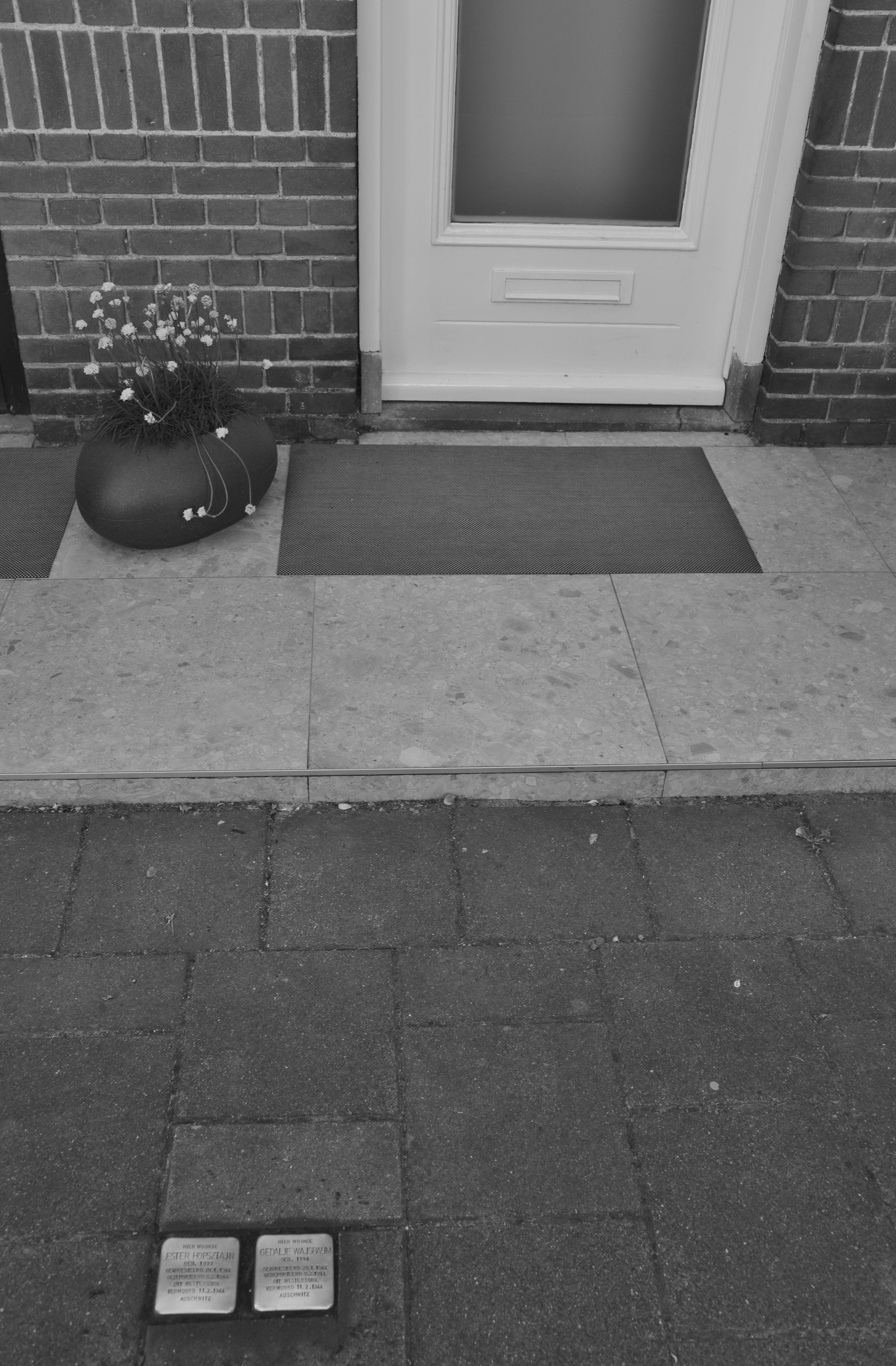
Stolpersteine in Roosendaal

Die Liste der Stolpersteine in Roosendaal umfasst die Stolpersteine, die in Roosendaal verlegt wurden, einer Gemeinde in der niederländischen Provinz Noord-Brabant. Stolpersteine sind ein Projekt des deutschen Künstlers Gunter Demnig. Sie sind Opfern des Nationalsozialismus gewidmet, all jenen, die vom NS-Regime drangsaliert, deportiert, ermordet, in die Emigration oder in den Suizid getrieben wurden. Demnig verlegt für jedes Opfer einen eigenen Stein, im Regelfall vor dem letzten selbst gewählten Wohnsitz.
Die erste Verlegung in dieser Gemeinde erfolgte am 6. April 2010.

## Verlegte Stolpersteine
In der Gemeinde Roosendaal wurden 28 Stolpersteine an 18 Stellen verlegt.
| Stolperstein | Übersetzung | Verlegort                  | Name, Leben                                              |
| ------------ | --- | -------------------------- | -------------------------------------------------------- |
|              | HIER WOHNTE GERARDUS ALOYSIUS AVERDIECK GEB. 1899 VERHAFTET 19.7.1944 GEFÄNGNIS SCHEVENIGEN ERMORDET 11.8.1944 KZ HERZOGENBUSCH       | Vincentiusstraat 7         | Gerardus Aloysius Averdieck (1899–1944)                  |
|              | HIER WOHNTE MINA COZIJN GEB. 1896 DEPORTIERT 1942 AUS WESTERBORK ERMORDET 3.9.1942 AUSCHWITZ                                          | Hulsdonksestraat 27        | Helene Bollegraf (1899–1944)                             |
|              | HIER WOHNTE HELENE BOLLEGRAF GEB. 1915 VERHAFTET 16.5.1943 DEPORTIERT 25.5.1943 AUS WESTERBORK ERMORDET 28.5.1943 SOBIBOR             | Burg. Schoonheijtstraat 37 | Mina Cozijn(1896–1942)                                   |
|              | HIER WOHNTE LEENTJE ELST GEB. 1921 VERHAFTET 25.7.1944 ERMORDET 26.3.1945 LAGER HIRZENHAIN                                            | Groenstraat 46             | Leentje Elst (1921–1945)                                 |
|              | HIER WOHNTE LAZJER FLINKER GEB. 1898 VERHAFTET APRIL 1944 BRÜSSEL DEPORTIERT 19.5.1944 AUS MECHELN ERMORDET JANUAR 1945 BERGEN-BELSEN | Domineestraat 17           | Lazjer Flinker (1898–1945)                               |
|              | HIER WOHNTE MOZES FLINKER GEB. 1926 VERHAFTET 5.4.1944 BRÜSSEL DEPORTIERT 19.5.1944 AUS MECHELN ERMORDET JANUAR 1945 BERGEN-BELSEN    | Domineestraat 17           | Mozes Flinker (1926–1945)                                |
|              | HIER WOHNTE MINDLA DE ROCHANINI GEB. 1895 VERHAFTET 5.4.1944 BRÜSSEL DEPORTIERT 19.5.1944 AUS MECHELN ERMORDET 21.5.1945 AUSCHWITZ    | Domineestraat 17           | Mindla Flinker-de Rochanini (1895–1944)                  |
|              | HIER WOHNTE JOHANNES HEIJNEN GEB. 1918 VERHAFTET 2.7.1944 ERMORDET 14.1.1945 KZ NEUENGAMME                                            | Dr. Lemmenstraat 6         | Johannes Heijnen (1918–1945)                             |
|              | HIER WOHNTE JOSEPHUS HENNEKAM GEB. 1924 VERHAFTET 26-8-1944 ERMORDET 30-11-1944 NEUENGAMME                                            | Admiraal Lonckestraat 1    | Josephus Hennekam (1924–1944)                            |
|              | HIER WOHNTE BLONDINA HIRSCHEL GEB. 1920 DEPORTIERT 1942 AUS WESTERBORK ERMORDET 3.9.1942 AUSCHWITZ                                    | Dokter Heijptstraat 17     | Blondina Hirschel (1920–1942)                            |
|              | HIER WOHNTE ROSETTE HIRSCHEL- VAN NIEROP GEB. 1896 DEPORTIERT 1942 AUS WESTERBORK ERMORDET 3.9.1942 AUSCHWITZ                         | Dokter Heijptstraat 17     | Rosette Hirschel-Van Nierop (1886–1942)                  |
|              | HIER WOHNTE ESTER HOPSZTAJN GEB. 1893 VERHAFTET 20.1.1944 DEPORTIERT 8.2.1942 AUS WESTERBORK ERMORDET 11.2.1944 AUSCHWITZ             | Vrouwemadestraat 15        | Ester Hopsztajn (1893–1944)                              |
|              | HIER WOHNTE HARTOGH KLEEF GEB. 1887 VERHAFTET 16.5.1943 DEPORTIERT 25.5.1943 AUS WESTERBORK ERMORDET 28.5.1943 SOBIBOR                | Hulsdonksestraat 27        | Hartogh Kleef (1887–1943)                                |
|              | HIER WOHNTE LOUIS KLEEF GEB. 1919 VERHAFTET 16.5.1943 DEPORTIERT 25.5.1943 AUS WESTERBORK ERMORDET 28.5.1943 SOBIBOR                  | Hulsdonksestraat 27        | Louis Kleef (1919–1943)                                  |
|              | HIER WOHNTE MARKUS KLEEF GEB. 1923 VERHAFTET 16.5.1943 DEPORTIERT 25.5.1943 AUS WESTERBORK ERMORDET 28.5.1943 SOBIBOR                 | Hulsdonksestraat 27        | Markus Kleef (1923–1943)                                 |
|              | HIER WOHNTE ROSA KLEEF GEB. 1929 VERHAFTET 16.5.1943 DEPORTIERT 25.5.1943 AUS WESTERBORK ERMORDET 28.5.1943 SOBIBOR                   | Hulsdonksestraat 27        | Rosa Kleef (1929–1943)                                   |
|              | HIER WOHNTE JULIA KLEEF- BOLLEGRAF GEB. 1889 VERHAFTET 16.5.1943 DEPORTIERT 25.5.1943 AUS WESTERBORK ERMORDET 28.5.1943 SOBIBOR       | Hulsdonksestraat 27        | Julia Kleef-Bollegraf (1889–1943)                        |
|              | HIER WOHNTE JACQUES LEMMEN GEB. 1904 VERHAFTET 22.6.1944 ERMORDET 4.9.1944 KZ HERZOGENBUSCH                                           | Boulevard 57               | Jacques Lemmen (1904–1944)                               |
|              | FRIEDA VAN LOON GEB. 1924 GERTRUDISCOLLEGE DEPORTIERT 10.8.1942 AUS WESTERBORK ERMORDET 30.9.1942 AUSCHWITZ                           | Bovendonk 115              | Frieda van Loon (1924–1942)                              |
|              | HIER WOHNTE HUBERTUS MOL GEB. 1914 VERHAFTET 7.10.1942 ERMORDET 13.4.1943 HATTINGEN                                                   | Molenstraat 44             | Hubertus Mol (1914–1943)                                 |
|              | ELLY BERTHA MONASCH GEB. 1909 DEPORTIERT 1942 AUS WESTERBORK ERMORDET 15.12.1943 AUSCHWITZ                                            | Kalsdonkseweg 89           | Elly Bertha Monasch (1909–1942)                          |
|              | IN ROOSENDAAL WOHNTE JACQUES MULDERS GEB. 1917 VERHAFTET 3.1.1944 ERMORDET 22.8.1944 LAGER SIEGBURG                                   | Heilighartplein 37         | Jacques Mulders (1917–1944)                              |
|              | HIER WOHNTE SIMONE JOSE VAN NIEROP GEB. 1928 DEPORTIERT 1942 AUS WESTERBORK ERMORDET 3.9.1942 AUSCHWITZ                               | Dokter Heijptstraat 17     | Simone Jose van Nierop (1928–1942)                       |
|              | HIER WOHNTE PIETER PENNEWEERT GEB. 1896 VERHAFTET JULI 1944 ERMORDET 11.12.1944 KZ NEUENGAMME                                         | Dr. Lemmenstraat 30A       | Pieter Penneweert (1896–1944)                            |
|              | HIER WOHNTE JOHANNES VAN DER SLIKKE GEB. 1924 VERHAFTET 12.1.1945 ERMORDET 30.1.1945 RIJNDIJK, UTRECHT                                | Van Gilselaan 14           | Johannes van der Slikke (1924–1945)                      |
|              | HIER WOHNTE GERARD VAN DE VEN GEB. 1921 VERHAFTET IN FRANKREICH ERMORDET 8.4.1945 KZ DORA                                             | Brugstraat 44              | Gerardus Wilhelmus Antonius Maria van de Ven (1921–1945) |
|              | HIER WOHNTE GEDALJE WAJSBAUM GEB. 1894 VERHAFTET 20.1.1944 DEPORTIERT 8.2.1944 AUS WESTERBORK ERMORDET 11.2.1944 AUSCHWITZ            | Vrouwemadestraat 15        | Gerardus Wilhelmus Antonius Maria van de Ven (1894–1944) |
|              | HIER WOHNTE HENDRIK VAN DER WAL GEB. 1926 FLUCHT 1943 VERHAFTET 1944 IN FRANKREICH DACHAU ERMORDET 28.1.1945 KZ VAIHINGEN             | Heuvellaan 18              | Hendrik van der Wal (1926–1945)                          |

## Verlegedaten
- 6. April 2010
- 21. Juli 2011[29]

Im April 2012 wurde der Diebstahl von sechs Stolpersteinen in der Hulsdonksestraat 27 festgestellt, sie wurden ersetzt.